# Aka-chan to boku
Aka-chan to boku (赤ちゃんと僕?) è un manga di Marimo Ragawa serializzato in Giappone da Hakusensha sulla rivista Hana to Yume dal 1991 al 1997 e in seguito raccolto in 18 volumi tankōbon. È stato premiato con il premio Shogakukan per i manga nella categoria shōjo nel 1995.
Dal manga è stata tratta una serie televisiva anime di 35 episodi, trasmessa per la prima volta in Giappone a partire dall'11 luglio 1996 sul network TV Tokyo e in Italia dal 20 luglio 2004 sul canale satellitare Italia Teen Television, replicato in seguito dal 28 maggio 2010 sul canale digitale terrestre Hiro.

## Trama
Dopo la morte della madre, è il piccolo Toshio, nonostante la sua giovane età, ad essere la "seconda mamma" del fratellino minore Midori, dando il più possibile una mano al padre in questo difficile compito.
I due fratellini sono molto legati e anche se a volte Toshio si rende conto che il compito di crescere un bambino di due anni non è affatto semplice per lui che dopotutto è ancora un bambino, cerca in tutti i modi di mantenere la promessa che aveva fatto alla madre di prendersi cura del fratellino in ogni situazione.
Toshio, nonostante gli avvenimenti della vita lo abbiano costretto a crescere in fretta, resta comunque un bambino vivace e allegro, a cui piace giocare con i suoi migliori amici Gon e Akihiro, che hanno a loro volta due sorelline minori (Nako e Ichika) e ai quali chiede consiglio nei momenti di sconforto.
Spesso i tre amici si incontrano al parco o all'uscita dell'asilo e discutono dei loro piccoli-grandi problemi legati ai rispettivi fratelli minori. La vita scorre quindi abbastanza tranquilla e felice anche dopo la scomparsa della mamma. Toshio e Ataru si danno il cambio nell'accompagnare e andare a riprendere Midori all'asilo, nel provvedere alle faccende domestiche e, soprattutto, nel cercare di crescere Midori nel migliore dei modi. Talvolta ricevono un aiuto dai vicini di casa, che si offrono volentieri di badare a Midori nel caso in cui Toshio o Ataru abbiano altri impegni. Nei momenti più brutti, invece, sarà il ricordo della mamma ad aiutare Ataru e Toshio, dando loro la forza di andare avanti.

## Doppiaggio
Il doppiaggio italiano è stato eseguito presso lo studio Merak Film sotto la direzione di Nicola Bartolini Carrassi.
| Personaggio                    | Doppiatore originale | Doppiatore italiano |
| ------------------------------ | -------------------- | ------------------- |
| Toshio (Takuya Enoki)          | Kappei Yamaguchi     | Renata Bertolas     |
| Midori (Minoru Enoki)          | Chika Sakamoto       | Federica Valenti    |
| Padre di Toshio (Harumi Enoki) | Mitsuru Miyamoto     | Giorgio Bonino      |
| Madre di Toshio                |                      | Patrizia Scianca    |
| Nakio                          |                      | Emanuela Pacotto    |
| Ikika (Ichika Fujii)           | Mika Kanai           | Lara Parmiani       |
| Gon                            | Yoshiko Kamei        | Monica Bonetto      |
| Akio                           | Hiro Yuki            | Irene Scalzo        |
| Professore                     | Hiroshi Yanaka       | Diego Sabre         |
| Maestra dell'asilo             | Akemi Okamura        | Alessandra Karpoff  |
| Sig. Kimura                    | Sukekiyo Kameyama    | Oliviero Corbetta   |
| Sig.ra Kimura                  | Mami Horikoshi       | Daniela Trapelli    |
| Cassiera del negozio           |                      | Debora Magnaghi     |

### Emittenti
- Animax
- TF1, Gulli
- Nickelodeon, ARD
- TransTV, JTV
- SPACETOON
- Ajyal TV
- TV Puls
- Italia Teen Television, Hiro
- TV Persia
- Minimax TV
- Cartoon Network
- ATV+

## Episodi
| Nº | Titolo italiano Giapponese 「Kanji」 - Rōmaji                                            | In onda           | In onda        |
| Nº | Titolo italiano Giapponese 「Kanji」 - Rōmaji                                            | Giapponese        | Italiano       |
| 1  | Inizia l'avventura 「泣き虫は嫌いだ!!」 - Nakumuchi wa kiraida!!                         | 11 luglio 1996    | 20 luglio 2004 |
| 2  | Chi ha bisogno della mamma 「ママなんていらない!!」 - Mama nante iranai!!                | 18 luglio 1996    | 21 luglio 2004 |
| 3  | L'erba del vicino è sempre più verde 「ゴンちゃんのおとうと?」 - Gon-chan no otouto?     | 25 luglio 1996    | 22 luglio 2004 |
| 4  | Mille scarabocchi 「実のいたずら書き」 - Minoru no itazura kaki                          | 1º agosto 1996    | 23 luglio 2004 |
| 5  | Simpatie 「実はだれが好き!?」 - Minoru wa dareka suki!?                                  | 8 agosto 1996     | 24 luglio 2004 |
| 6  | Vacanze al mare 「みんなで海へ行った日」 - Minna de umi e itta hi                        | 15 agosto 1996    | 25 luglio 2004 |
| 7  | La bambina misteriosa 「怪談：ふしぎな女の子」 - Kaidan: Fushigi na onna no ko           | 22 agosto 1996    | 26 luglio 2004 |
| 8  | Una piccola fuga 「花火の夜」 - Hanabi no yoru                                           | 29 agosto 1996    | 27 luglio 2004 |
| 9  | Eroi di sapone 「洗濯戦隊 シャボン5!!」 - Sentaku Sentai: Shabon 5!!                     | 5 settembre 1996  | 28 luglio 2004 |
| 10 | Quando un giorno tu crescerai 「実のなんでもできるもん!!」 - Minoru de nandemo kirumon!! | 12 settembre 1996 | 29 luglio 2004 |
| 11 | Il torneo cittadino 「うきうき町内運動会」 - Uki uki chounai undoukai                    | 19 settembre 1996 | 30 luglio 2004 |
| 12 | Paura dei fantasmi 「ビクビク！！お化け怖いー！」 - Biku Biku!! Obake Kowai!             | 26 settembre 1996 | 31 luglio 2004 |
| 13 | Il coniglio bianco 「うさぎのさちこちゃん」 - Usagi no Sachiko-chan                      | 10 ottobre 1996   | 1º agosto 2004 |
| 14 | Un vero eroe 「園長先生がんばる！」 - Enchyou-sensei ganbaro!                            | 17 ottobre 1996   | 2 agosto 2004  |
| 15 | Piccole grandi bugie 「おとうさんはおじいちゃん？」 - Otou-san wa Ojii-chan?             | 24 ottobre 1996   | 3 agosto 2004  |
| 16 | Un'influenza coi fiocchi 「に−ちゃ、元気になぁれ」 - Nii-chan, Genki ni nare!            | 31 ottobre 1996   | 4 agosto 2004  |
| 17 | La festa di Halloween 「ハロウィンな藤井君」 - Harowin na fujii kun                      | 7 novembre 1996   | 5 agosto 2004  |
| 18 | La prima cotta 「男ゴンちゃん！！涙の初恋」 - Gon-chan! Namida no hatsukoi!!             | 14 novembre 1996  | 6 agosto 2004  |
| 19 | A scuola di buone maniere 「おなかペコペコ事件」 - O-naka peko peko jiken                | 21 novembre 1996  | 7 agosto 2004  |
| 20 | Un amico da salvare 「にーちゃんの泣いた日」 - Niichan no naita hi                       | 28 novembre 1996  | 8 agosto 2004  |
| 21 | Festa di Natale 「クリスマスみつけた」 - Karisumasu mitsukete                            | 5 dicembre 1996   | 9 agosto 2004  |
| 22 | Una nuova mamma 「え!?パパがお見合い?」 - E!? Papa ga o-miai?                            | 12 dicembre 1996  | 10 agosto 2004 |
| 23 | Che pasticcio 「ないしょのおねしょ」 - Naisho no onesho                                  | 19 dicembre 1996  | 11 agosto 2004 |
| 24 | Il lungo addio 「帰ってきたドラ息子」 - Kaette kita dora musuko                          | 8 gennaio 1997    | 12 agosto 2004 |
| 25 | Un fratello maggiore 「実、おにーちゃんになる!?」 - Minoru, oni channinaru!?             | 15 gennaio 1997   | 13 agosto 2004 |
| 26 | Il grande torneo 「どすこい!?すもう大会」 - Dosukoi!? Sumou taikai                       | 22 gennaio 1997   | 14 agosto 2004 |
| 27 | La nonna sprint 「スーパーおばあちゃん登場!!」 - Supa obaachan tōjō!!                    | 29 gennaio 1997   | 15 agosto 2004 |
| 28 | La grande avventura di Midori 「勇者みのるの大冒険」 - Yūsha minoruno daibōken           | 5 febbraio 1997   | 16 agosto 2004 |
| 29 | Buon San Valentino 「心そわそわバレンタインデー」 - Kokoro sowasowa Barentaindē          | 12 febbraio 1997  | 17 agosto 2004 |
| 30 | La macchinina rossa 「実の赤い自動車」 - Minoru no akai jidōsha                          | 19 febbraio 1997  | 18 agosto 2004 |
| 31 | Un viaggio nel passato 「パパのタイムカプセル」 - Papa no taimukapuseru                  | 26 febbraio 1997  | 19 agosto 2004 |
| 32 | Il parco safari 「初ドライブはドキドキ!!」 - Hatsu doraibu wa dokidoki!!                 | 5 marzo 1997      | 20 agosto 2004 |
| 33 | La forza del sorriso 「あたふた!おたふくかぜ」 - Atafuta! Otafukukaze                    | 12 marzo 1997     | 21 agosto 2004 |
| 34 | Sulle ali della libertà 「小鳥のテブラデスキー」 - Kotori no teburadesuki                | 19 marzo 1997     | 22 agosto 2004 |
| 35 | Dove sei fratellone 「一人ぽっちのおるすばん」 - Hitori pocchinoorusuban                 | 26 marzo 1997     | 23 agosto 2004 |